# Murcia–Águilas-vasútvonal
A Murcia–Águilas-vasútvonal egy 111,7 km hosszúságú, 1668 mm-es nyomtávolságú, egyvágányú vasútvonal Spanyolországban Murcia és Águilas között.  Vonalszáma a 322-es.

## Története
A vasútvonal első szakasza 1885-ben nyílt meg, majd az évek során több tulajdonosváltáson is átesett.
1941-ben, a spanyolországi vasútvonalak államosításával a vonal a Renfe kezébe került. 2004. december 31-től a Renfe Operadora üzemelteti a vonalat, míg az ADIF a vasúti infrastruktúra tulajdonosa.